# Olimpiodor z Teb
Olimpiodor z Teb w Egipcie (V w. n.e.) – pisarz, poeta i historyk grecki. Autor Opowiadań historycznych w 22 księgach obejmujących lata 407–425, zadedykowanych cesarzowi bizantyjskiemu Teodozjuszowi II. Znamy ich treść jedynie z wyciągów u Zosimosa i Hermiasza Sozomena oraz obszernego streszczenia, jakiego w IX w. dokonał patriarcha Konstantynopola Focjusz.

## TreśćOpowiadań historycznych
Była to praca opisująca m.in. karierę i upadek Stylichona, okoliczności złupienie Rzymu przez Wizygotów w 410 r., uzurpację Konstantyna III, dzieje Wizygotów po śmierci Alaryka I (zwłaszcza zachowany barwny opis ślubu Ataulfa z Gallą Placydią, przyrodnią siostrą cesarza Honoriusza), panowanie i charakterystyka osoby cesarza Konstancjusza III, śmierć Honoriusza i walkę o władzę między uzurpatorem Janem zakończoną wstąpieniem na tron Walentyniana III. Autor opisał w niej też swoje poselstwo do Hunów; jak oszukano i zabito wodza huńskiego Donatusa, i jak ich władca Charaton przejął się bardzo tą zbrodnią, ale dał się ułagodzić cesarskimi podarkami.